# Фаза (фізична хімія)

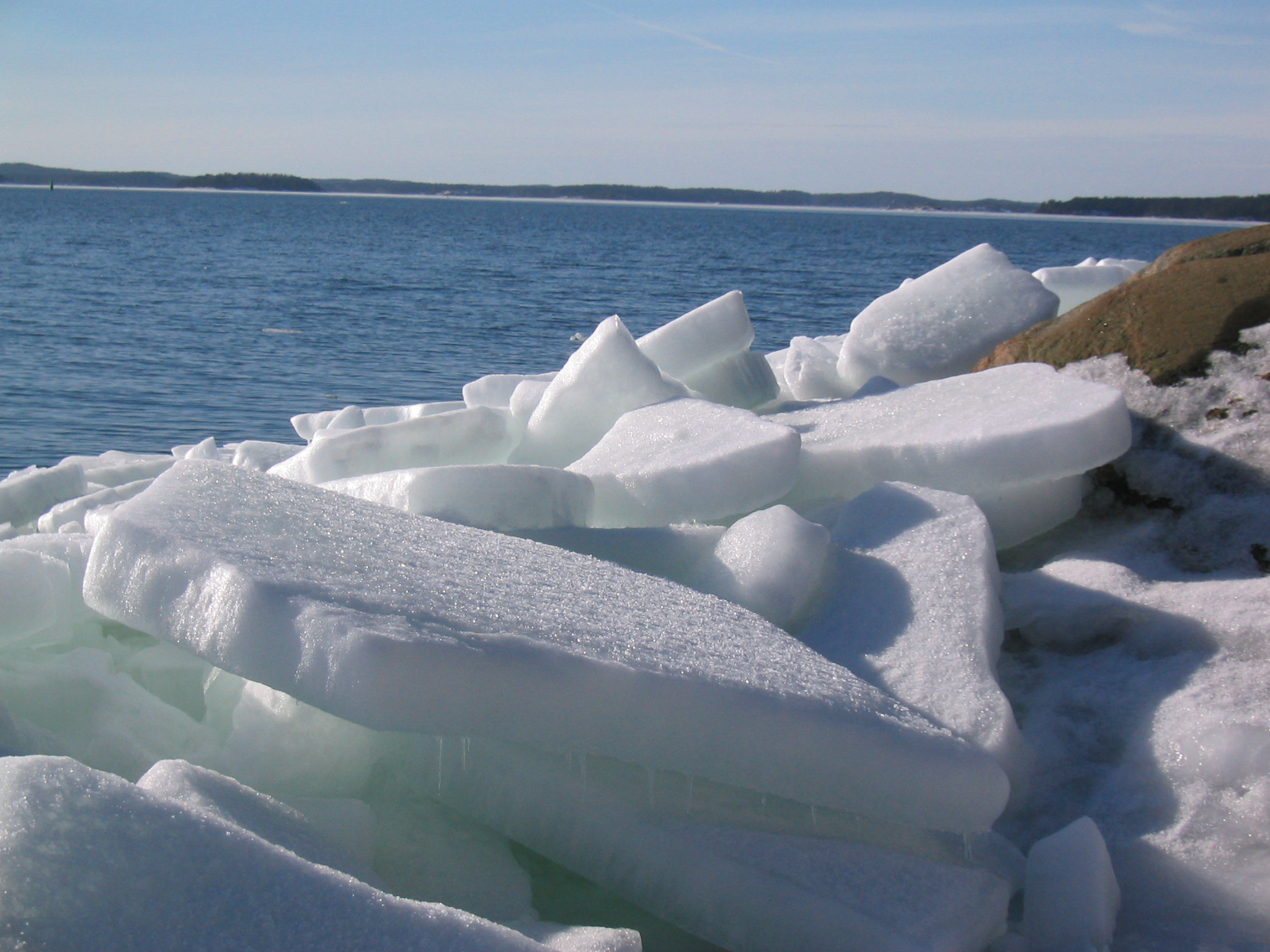
Тверда (лід) і рідка (вода) фази фізико-хімічної системи.

Фазова діаграма для води

Фаза - у фізичній хімії – однорідна складова частина фізико-хімічної системи, відмежована поверхнею розділу від інших частин цієї системи (напр., суміш льоду й води при 0°С являє собою фізико-хімічну систему, а окремо лід і вода – тверду й рідку її фази). Фаза - складова частина багатофазної системи, що відрізняється за своїм аґреґатним станом (газова, рідка, тверда фази).